# Turčiansky Ďur
Turčiansky Ďur este o comună slovacă, aflată în districtul Martin din regiunea Žilina. Localitatea se află la altitudinea de 457 m deasupra n.m., se întinde pe o suprafață de 0,934 km2 și în 2017 număra 179 de locuitori. Se învecinează cu comuna Znióváralja, Martin.

## Istoric
Localitatea Turčiansky Ďur este atestată documentar din 1249.

## Demografie
| An:                | 1994 | 2004    | 2014   | 2024   |
| ------------------ | ---- | ------- | ------ | ------ |
| Număr de persoane: | 156  | 193     | 175    | 164    |
| Diferență:         |      | +23,71% | −9,32% | −6,28% |

| An:                | 2023 | 2024   |
| ------------------ | ---- | ------ |
| Număr de persoane: | 165  | 164    |
| Diferență:         |      | −0,60% |